# 결의의 아침에
〈결의의 아침에〉 (決意の朝に 게쓰이노아사니[*])는 Aqua Timez가 2006년 7월 5일에 발매한 메이저 데뷔 싱글이다. 수록곡인 〈결의의 아침에〉는 영화 《브레이브 스토리》의 주제가로 사용됐다.

## 수록곡
1. 〈결의의 아침에〉 (決意の朝に)
2. 〈걸음〉(歩み 아유미[*])
3. 〈외로운 우리들〉 (淋しき我ら 사미시키 와레라)[*])
4. 〈결의의 아침에 (Instrumental Mix)〉

- 작사·작곡: 후토시, 편곡: Aqua Timez (전곡)